# Haematopota pallidipennis
Haematopota pallidipennis är en tvåvingeart som beskrevs av Austen 1908. Haematopota pallidipennis ingår i släktet Haematopota och familjen bromsar. Inga underarter finns listade i Catalogue of Life.